# Войська сільська рада
52°24′31″ пн. ш. 23°38′43″ сх. д. / 52.40861° пн. ш. 23.64528° сх. д.
Войська сільська́ ра́да (біл. Вярхо́віцкі сельсавет) — адміністративно-територіальна одиниця у складі Кам'янецького району, Берестейської області Білорусі. Адміністративний центр сільської ради — агрогомістечко Войське.

## Географія
Войська сільська рада розташована на крайньому південному заході Білорусі, на заході Берестейської області, на північ від обласного та захід від районного центрів. На заході вона межує із Біловезькою, на півночі — із Дмитровицькою, на північному сході — із Новицьковицькою сільськими радами, на сході — із містом Кам'янець, на південному сході та півдні — із Видомлянською а на південному заході — із Ратайчицькою сільськими радами (всі Кам'янецький район).
Великих озер на території Войської сільської ради немає. Найбільша річка Лісна (85 км), права притока Західного Бугу, протікає по південно-східній околиці сільради.
Найвища точка сільської ради є гора Красниця, 193,3 м над рівнем моря яка розташована за 2 км на північ від околиці села Перковичі.
Територією сільради із заходу на схід проходить автомобільна дорога Р102 Оберовщина — Кам'янець — Кобринь. Найближча залізнична станція — Високо-Литовськ в селі Оберовщина.

## Історія
Войська сільська рада була утворена 12 жовтня 1940 року у складі Кам'янецького району Брестської області (БРСР). 16 липня 1954 року сільська рада була ліквідована, а 14 квітня 1964 року знову відновлена.

## Склад сільської ради
До складу Войської сільської ради входить 21 населених пункти, із них 1 агромістечко та 20 сіл.
| Населений пункт | Статус         | Населення осіб (2005) | Координати                                                            |
| --------------- | -------------- | --------------------- | --------------------------------------------------------------------- |
| Войське         | агрогомістечко | 941                   | 52°24′35″ пн. ш. 23°37′36″ сх. д. / 52.40972° пн. ш. 23.62667° сх. д. |
| Бабичі          | село           | 82                    | 52°21′16″ пн. ш. 23°44′0″ сх. д. / 52.35444° пн. ш. 23.73333° сх. д.  |
| Багачі          | село           | 14                    | 52°24′49″ пн. ш. 23°43′30″ сх. д. / 52.41361° пн. ш. 23.72500° сх. д. |
| Бучемля 1       | село           | 68                    | 52°22′1″ пн. ш. 23°39′28″ сх. д. / 52.36694° пн. ш. 23.65778° сх. д.  |
| Бучемля 2       | село           | 23                    | 52°21′37″ пн. ш. 23°39′43″ сх. д. / 52.36028° пн. ш. 23.66194° сх. д. |
| Бучемля 3       | село           | 114                   | 52°22′2″ пн. ш. 23°38′45″ сх. д. / 52.36722° пн. ш. 23.64583° сх. д.  |
| Гори            | село           | 15                    | 52°26′13″ пн. ш. 23°41′2″ сх. д. / 52.43694° пн. ш. 23.68389° сх. д.  |
| Жиличі          | село           | 40                    | 52°24′3″ пн. ш. 23°43′56″ сх. д. / 52.40083° пн. ш. 23.73222° сх. д.  |
| Завадьковичі    | село           | 3                     | 52°24′24″ пн. ш. 23°46′22″ сх. д. / 52.40667° пн. ш. 23.77278° сх. д. |
| Задворяни       | село           | 20                    | 52°25′6″ пн. ш. 23°39′48″ сх. д. / 52.41833° пн. ш. 23.66333° сх. д.  |
| Зіньки          | село           | 20                    | 52°21′1″ пн. ш. 23°42′29″ сх. д. / 52.35028° пн. ш. 23.70806° сх. д.  |
| Липне           | село           | 116                   | 52°22′48″ пн. ш. 23°44′33″ сх. д. / 52.38000° пн. ш. 23.74250° сх. д. |
| Лисовчиці       | село           | 174                   | 52°26′56″ пн. ш. 23°35′58″ сх. д. / 52.44889° пн. ш. 23.59944° сх. д. |
| Лускали         | село           | 17                    | 52°24′4″ пн. ш. 23°44′0″ сх. д. / 52.40111° пн. ш. 23.73333° сх. д.   |
| Миколаєве       | село           | 289                   | 52°23′50″ пн. ш. 23°45′30″ сх. д. / 52.39722° пн. ш. 23.75833° сх. д. |
| Перковичі       | село           | 44                    | 52°24′34″ пн. ш. 23°35′31″ сх. д. / 52.40944° пн. ш. 23.59194° сх. д. |
| Полиновка       | село           | 52                    | 52°25′38″ пн. ш. 23°44′6″ сх. д. / 52.42722° пн. ш. 23.73500° сх. д.  |
| Робенка         | село           | 65                    | 52°25′29″ пн. ш. 23°42′7″ сх. д. / 52.42472° пн. ш. 23.70194° сх. д.  |
| Свищове         | село           | 283                   | 52°22′0″ пн. ш. 23°37′30″ сх. д. / 52.36667° пн. ш. 23.62500° сх. д.  |
| Селяховичі      | село           | 66                    | 52°24′32″ пн. ш. 23°40′6″ сх. д. / 52.40889° пн. ш. 23.66833° сх. д.  |
| Сюльки          | село           | 29                    | 52°24′21″ пн. ш. 23°42′53″ сх. д. / 52.40583° пн. ш. 23.71472° сх. д. |

## Населення
За переписом населення Білорусі 2009 року чисельність населення сільської ради становило 2034 особи.

### Національність
Розподіл населення за рідною національністю за даними перепису 2009 року:
| Національність                | Осіб | Відсоток |
| ----------------------------- | ---- | -------- |
| білоруси                      | 1650 | 81,12 %  |
| українці                      | 213  | 10,47 %  |
| росіяни                       | 133  | 6,54 %   |
| німці                         | 11   | 0,54 %   |
| вірмени                       | 10   | 0,49 %   |
| поляки                        | 4    | 0,20 %   |
| молдовани                     | 2    | 0,10 %   |
| чуваші                        | 2    | 0,10 %   |
| болгари                       | 2    | 0,10 %   |
| гагаузи                       | 2    | 0,10 %   |
| національність не вказана     | 2    | 0,10 %   |
| татари                        | 1    | 0,05 %   |
| осетини                       | 1    | 0,05 %   |
| національність не повідомлена | 1    | 0,05 %   |
| Разом                         | 2034 | 100 %    |